# Luigi Giuseppe Piccione
Luigi Giuseppe Piccione (Borgo Ticino, 1866 – Trieszt, 1942. április 11.) olasz tábornok, az első világháború végén Csehszlovákiában teljesített katonai missziót, melynek során nagy szerepe volt a mai Szlovákia területének megszállásában.

## Élete
Az első világháborúban egy hadosztály vezérkari főnöke volt. 1917-ben a felső vezetéshez rendelték. 1918-ban az 5. gyalogos hadosztály parancsnoka, majd a 7. hadsereg vezérkari főnöke lett. 1918. október végétől az olaszországi Csehszlovák Légió parancsnoka lett. November 17-ig újraszervezte a hadseregcsoportot. A csehszlovákiai olasz katonai misszió főnöke lett, 1918. december 25-től a szlovákiai csehszlovák hadsereg parancsnoka volt. Az 1919. március 15-i ünnepségeket a csehszlovák hatóságok megtiltották, Piccione főparancsnokként a rend fenntartását a lakossággal való konfrontáció elkerülése mellett próbálta elérni, ez azonban több helyen sem sikerült, így például Kassán.
Olasz vezetéssel ugyan a csehszlovák csapatok átlépték a demarkációs vonalat, de a Magyarországi Tanácsköztársaság csapatai visszaverték őket. A csehszlovákok a kudarc miatt az olasz vezetést okolták, ezért Piccione tábornok és az olasz misszió küldetése 1919. május 30-án véget ért. A csehszlovák katonai misszió vezetését a franciák vették át. Visszatérve Olaszországba a 2. hadsereg hadosztályának és vezérkarának főnöke lett. 1927-ben csehszlovák tiszteletbeli tábornok lett.